# Argirop de Bleeker
L'argirop de Bleeker (Argyrops bleekeri) és un peix teleosti de la família dels espàrids i de l'ordre dels perciformes.

## Morfologia
Pot arribar als 40 cm de llargària total.

## Distribució geogràfica
Es troba a les costes orientals de l'oceà Índic i del Pacífic occidental (des del Japó fins al sud-est d'Àsia).